# Piotr Gembicki
Piotr Gembicki herbu Nałęcz (ur. 10 października 1585, zm. 14 lipca 1657 w Raciborzu) – biskup krakowski od
1642, przemyski od 1635, od 1635 podkanclerzy i kanclerz wielki koronny od 1638, sekretarz wielki koronny od 1633 roku, prepozyt płockiej kapituły katedralnej w latach 1641–1643, kustosz gnieźnieński, dziekan krakowski i kujawski, kanonik warmiński, kanonik gnieźnieńskiej kapituły katedralnej w 1613 roku, prepozyt miechowski, sekretarz Zygmunta III Wazy.

## Życiorys
Syn Jana Gembickiego i Katarzyny Zaremba Cieleckiej, brat biskupa łuckiego Andrzeja i biskupa chełmińskiego Jana.
Studiował w kolegium jezuitów w Poznaniu, w Braniewie w latach 1604–1607, w Akademii Lubrańskiego w Poznaniu, w Szkołach Nowodworskich w Krakowie, w Rzymie w latach 1607 i 1612, w Würzburgu w 1608, Perugii, w Bolonii w latach 1611–1612.
Święcenia kapłańskie przyjął w Krakowie w 1614. Tuż po otrzymaniu święceń został kolejno kanonikiem włocławskim, gnieźnieńskim i krakowskim. Zdolnym księdzem szybko zainteresował się dwór królewski proponując od 1617 pracę w kancelarii króla Zygmunta III.
W tym czasie był dwukrotnie, na prośbę króla, administratorem diecezji krakowskiej – najpierw w 1630 po śmierci biskupa Marcina Szyszkowskiego, a następnie rok później po śmierci biskupa Andrzeja Lipskiego.
W roku 1633 będąc administratorem wiecznym Opactwa Łysogórskiego otrzymał nominację króla Zygmunta III do stołu opaciego. Ślubów zakonnych nie wykonał. Opatem Świętokrzyskim był 3 lata, zrezygnował w roku 1636. W 1635 został mianowany biskupem przemyskim.
Na królewskim dworze pełnił kolejno funkcję sekretarza i podkanclerzego, a po śmierci Tomasza Zamoyskiego, w 1638 roku objął na dworze króla Władysława IV urząd kanclerza wielkiego koronnego. Od tego czasu miał duży wpływ na politykę zagraniczną państwa, prezentując postawę prohabsburską i antybrandenburską. Z polecenia króla posłował do Rzymu i Wiednia. Uczestniczył z w rokowaniach z elektorem brandenburskim Jerzym Wilhelmem w 1639 roku w Grodnie i Szczytnie.
Po śmierci biskupa Jakuba Zadzika w 1642 został powołany na stanowisko biskupa krakowskiego, co przyjął z zadowoleniem po problemach jakie czynił mu na dworze królewskim Jerzy Ossoliński. Uroczysty ingres do katedry wawelskiej odbył 3 maja 1643, w tym samym roku zwołał synod diecezjalny. Po 1643 roku wyremontował i rozbudował pałac biskupi w Krakowie, co potwierdzają wzmianki i liczne herby Nałęcz. Z jego polecenia opracowano statuty dla kapituły krakowskiej. Od duchowieństwa wymagał bezwzględnego posłuszeństwa. Dla ubogich, mających problemy finansowe księży, tworzył specjalne kasy pomocy.
Wspierał zgromadzenia zakonne. Był bardzo zaprzyjaźniony z Karmelitami bosymi z klasztoru w Czernej. W 1644, jako pierwszy biskup krakowski, odbył wizytę ad limina apostolorum do Rzymu. W Krakowie wybudował i wyposażył Pałac Biskupi. Na Prądniku Białym odnowił bardzo zaniedbaną jedną z letnich rezydencji biskupów krakowskich. Katedra wawelska otrzymała z jego fundacji nowy barokowy ołtarz, złotą monstrancję i kielichy. Dla siebie sprawił nowy tron biskupi, który zachowany do dziś służy kolejnym krakowskim biskupom. Był członkiem konfederacji generalnej zawiązanej 31 lipca 1648 roku. Był elektorem Jana II Kazimierza Wazy z województwa krakowskiego w 1648, podpisał jego pacta conventa.
W 1651 zorganizował wyprawę własnych wojsk przeciw antyfeudalnemu powstaniu chłopskiemu na Podhalu. Po dwudniowym oblężeniu i zdobyciu zamku w Czorsztynie powstanie chłopskie pod wodzą Aleksandra Kostki-Napierskiego zostało stłumione.
Był zwolennikiem wyboru na króla Polski Karola Gustawa pod warunkiem, że ten przyjmie katolicyzm, zagwarantuje przywileje duchowieństwa i rozgromi „Kozaków i Moskwę”. Majątek zapisany w testamencie nakazał rozdać na cele dobroczynne, a ze sreber na miejsce zrabowanego przez Szwedów relikwiarza św. Stanisława ufundować nowy. Zapis wypełnił nowy biskup Andrzej Trzebicki. Został pochowany w prezbiterium katedry wawelskiej, po prawej stronie ołtarza głównego.